# Raymond Pérault
Raymond Pérault (ur. 28 maja 1435 w Saint-Germain-de-Marencennes, zm. 5 września 1505 w Viterbo) – francuski kardynał.

## Życiorys
Urodził się 28 maja 1435 roku w Saint-Germain-de-Marencennes. Studiował na Collège de Navarre, gdzie uzyskał doktorat z teologii. Po przyjęciu święceń kapłańskich był kanonikiem w Saintes i archidiakonem w Aunis. Wyjechał do Rzymu, gdzie papież mianował go protonotariuszem apostolskim i polecił negocjować z Fryderykiem III pomysł krucjaty przeciwko Turkom. W 1487 roku Pérault został mianowany głównym skarbnikiem ofiar na krucjatę, jednak po kilku prośbach, Innocenty VIII zawiesił zbieranie dziesięciny w Królestwie Niemieckim. Rok później zakonnik prowadził podobną zbiórkę we Francji, a w 1489 roku wziął udział w sejmie Rzeszy we Frankfurcie. Odebrał porozumienie pokojowe pomiędzy Maksymilianem I a Karolem VIII i negocjował zawieszenie broni pomiędzy Fryderykiem III a Maciejem Korwinem. 21 lutego 1491 roku został wybrany biskupem Gurk. 20 września 1493 roku dzięki rekomendacji cesarza został kreowany kardynałem prezbiterem i otrzymał kościół tytularny Santa Maria in Cosmedin (diakonia podniesiona pro hac vice do rangi tytułu prezbiterialnego). Jednocześnie został mianowany legatem przed królem Francji. Następnie dwukrotnie zmieniał swój kościół tytularny, najpierw na S. Vitale (po 22 kwietnia 1494), a następnie (29 kwietnia 1499) na S. Maria Nuova. Jednocześnie został mianowany legatem w Perugii i Todi. Rok później powrócił do Rzymu bez upoważnienia papieskiego, będąc zagorzałym zwolennikiem kontynuowania wojny. Następnie został mianowany legatem w Niemczech i krajach skandynawskich. W 1501 roku zrezygnował z diecezji Gurk. W latach 1498–1501 pełnił rolę administratora apostolskiego Maguelone, w 1501 – Toul, a w 1505 – Santes. W czasie pobytu w Królestwie Niemieckim jego reumatyzm przybrał na sile. W lutym 1505 roku wrócił do Rzymu, jednak 5 września zmarł podczas pobytu w Viterbo.